# زامودايو
بلدية زامودايو (بالإسبانية: Zamudio)‏ هي بلدية تقع في مقاطعة بيسكاي, التي تقع في منطقة الباسك شمالي إسبانيا.

## وصلات خارجية
- (بالإسبانية)